# Beach City (Texas)
Pour les articles homonymes, voir Beach City.
Beach City est une municipalité américaine du comté de Chambers, au Texas. Sa population s’élevait à 2 198 habitants lors du recensement de 2010, estimée à 2 614 habitants en 2016.